# سيدي بدهاج
سيدي بدهاج هي جماعة قروية عربية وأمازيغية مغربية توجد بسهل الحوز وسط المملكة. تنتمي سيدي بدهاج لإقليم الحوز. تضم هذه القرية 6.540 نسمة (إحصاء 2004).